# Il mondo che Jones creò
Il mondo che Jones creò (The World Jones Made) è un romanzo di fantascienza scritto nel 1956 da Philip K. Dick.

## Trama
(Philip K. Dick, Il mondo che Jones creò)
La storia si svolge sulla Terra, nel 2002. Dick immagina che in quell'anno, dopo una guerra nucleare, la stabilità della società terrestre venga mantenuta, allo scopo di evitare un altro devastante conflitto, grazie alla dottrina politica del "Relativismo", derivata dalle teorie del sociologo Hoff, definite nel suo Manuale del Relativismo. Qualsiasi punto di vista o dottrina vengono ritenuti validi e tollerati, purché non si tenti in alcun modo di imporli ad altri. Il potere viene amministrato da un Governo mondiale federale, il Gofed. Si cerca un pianeta abitabile da colonizzare, e uno scienziato, il Dottor Rafferty, sta lavorando su modifiche genetiche che dovrebbero rendere l'uomo capace di vivere in ambienti alieni. In un rifugio segreto a San Francisco vivono otto ragazzi la cui peculiare fisiologia, risultato di manipolazione genetica, dovrebbe garantirne la sopravvivenza in ambienti altrimenti letali per l'uomo.
Doug Cussick è un funzionario dell'apparato di sicurezza federale, il Secpol, e ha il compito di perseguire gli atteggiamenti che possano attentare al Relativismo. Nel 1995 aveva conosciuto Floyd Jones in una fiera e lo scopre dotato di poteri precognitivi. Jones, che può sapere cosa accadrà nel futuro, ma solo con un anno di anticipo, prevede il futuro arrivo sulla Terra di creature aliene, enormi esseri unicellulari che avrebbero causato il panico nella popolazione; la reazione della gente sarà di distruggere le creature. Doug, pur avendo intuito la potenziale pericolosità di Jones e gli effetti destabilizzanti delle sue previsioni, non può agire contro di lui, in linea con i principi del Relativismo. Come temuto da Doug, anni dopo, sfruttando la paura xenofoba della popolazione terrestre, Jones riesce a diventare un potente leader politico. Il Geofed, organizza un attentato ma Jones, avendo previsto il pericolo con un anno di anticipo, sopravvive. Il tentativo fallito coalizza i suoi sostenitori che riescono a prendere il potere. Jones sfrutta la capacità precognitiva per consolidare il suo regime su scala mondiale e a imporre un totalitarismo basato sul culto della personalità. Il Geofed e anche il Secpol vengono privati di tutti i poteri dal regime di Jones. Cussick, con l'intervento dell'ex moglie, Nina Longstreen, già fedelissima di Jones ma riavvicinatasi al marito, riesce a farsi ricevere da Jones e quindi a ucciderlo. In realtà la morte di Jones è stata voluta da quest'ultimo, in modo da diventare un martire; ma dietro il gesto dell'uomo c'è un altro motivo, e cioè la consapevolezza di aver sbagliato a incoraggiare la xenofobia delle masse contro gli alieni, in realtà del tutto innocui. Le aggressioni contro le creature giunte dallo spazio porteranno una superiore civiltà galattica a mettere la Terra in quarantena, limitandone l'espansione ai sistemi solari limitrofi, impedendo per sempre l'espansione dell'uomo nelle galassie. Per evitare di subire le conseguenze di un tale disastro, Jones ha preferito morire, cosciente comunque di non poter in alcun modo mutare gli eventi da lui previsti.
Per la gente però Jones resta un martire e un santo, e Cussick è costretto a fuggire dalla Terra per evitare rappresaglie; troverà rifugio con la sua famiglia su Venere, in una cupola a tenuta stagna, in compagnia degli umani geneticamente modificati che nel frattempo erano stati inviati sul pianeta dal Secpol per metterli al riparo da attacchi xenofobi.

## Personaggi
Doug CussickIl protagonista del romanzo, funzionario dell'organizzazione di sicurezza federale.
Nina LongstrenLa moglie di Doug, divorzia da questi dopo essere entrata a far parte del movimento di Jones.
Floyd JonesNato con poteri precognitivi, assume il potere sfruttando le sue doti.
Dottor LaffertyGenetista, riesce a creare una nuova razza di esseri umani, che considera suoi figli, in grado di sopravvivere su Venere.
Max KaminskiDirigente del Secpol e amico di Doug.
PearsonDirigente del Secpol.
TylerImpiegata del Secpol.
Frank, Louis, Garry, Vivian, Dieter, Irma, Syd, LauraI giovani nati in vitro, risultati di sperimentazioni genetiche condotte allo scopo di renderli idonei per la vita su Venere.
PrattEx militare, killer assoldato dal Gofed per uccidere Jones.

## Temi ricorrenti
- Stati di polizia e poliziotti: il Gofed è uno stato di polizia che amministra la Terra con una serie di organismi segreti/non segreti di polizia, di cui fa parte anche uno dei protagonisti e cioè Cussick.
- Le donne: anche in questo romanzo, la donna, cioè la moglie di Cussick si presenta come un personaggio autoritario e distruttivo (infatti assume droghe e chiede il divorzio), ma alla fine del romanzo si affiderà di nuovo al marito per determinare la propria vita.
- Poteri psi: incarnati dal protagonista Jones e per la prima volta, così potenti da essere in grado di determinare il destino dell'umanità.

## Edizioni
- Philip K. Dick, The World Jones Made, Ace Books, 1956,  p. 192.
- Philip K. Dick, Il mondo che Jones creò, collana Galassia n° 50, Casa Editrice La Tribuna, 1965.
- Philip K. Dick, Il mondo che Jones creò, Classici Urania  n° 118, Arnoldo Mondadori Editore, 1987.
- Philip K. Dick, E Jones creò il mondo, collana Collezione Immaginario Dick, Fanucci Editore, 2001,  p. 240, ISBN 88-347-0807-5.
- Philip K. Dick, E Jones creò il mondo, Pagetti C. come curatore, collana Tif Extra, Fanucci Editore, 2012,  p. 214.